# Rudolph Chimelli
Rudolph Maximilian Chimelli (* 24. April 1928 in München; † 22. April 2016 ebenda) war ein deutscher Journalist und Autor.

## Leben
Chimelli studierte zunächst Rechtswissenschaft und Volkswirtschaftslehre. 1964 ging er als Korrespondent nach Beirut, von wo er acht Jahre lang über die arabische Welt berichtete. 1972 wechselte er nach Moskau und war von 1979 bis 1998 Korrespondent der Süddeutschen Zeitung in Paris. Er galt auch als Fachmann für den Iran.
Für seine Reportagen, die er wiederholt in Buchform veröffentlichte, wurde er mehrfach ausgezeichnet. 1986 erkannte ihm der Bundesverband Deutscher Zeitungsverleger den Theodor-Wolff-Preis zu. 1992 erhielt er den Joseph-Roth-Preis. 2007 wurde ihm das Bundesverdienstkreuz 1. Klasse verliehen.

## Werke (Auswahl)
- 9mal Moskau, Piper, München / Zürich 1987.
- Matrioschka (= Vontobel-Schriftenreihe), Vontobel-Holding, Zürich 1991 DNB 942056981.
- mit Tino Küng (Illustrationen): Islamismus, (= Vontobel-Schriftenreihe), Vontobel-Stiftung, Zürich 1999, DNB 957543409.
  - Islamisme (= Vontobel-Schriftenreihe), Vontobel-Stiftung, Zürich 1993 (Übersetzt von Brigitte Brunner), OCLC 837175960 (französisch).
- Die Revolution mehrt ihre Kinder. Iranische Notizen, Picus, Wien 2000, ISBN 3-85452-737-3.
- Das Abendland Arabiens. Maghrebinische Verknüpfungen, Wien (Picus) 2002.
- Morgenland. Wie der Nahe Osten wurde, was er ist Herausgegeben von Joachim Käppner und Ronen Steinke. Edition Süddeutsche Zeitung, München 2015, ISBN 978-3-86497-296-6.